# Vasile Zorzor
Vasile Șt. Zorzor (n. 1890 – d. august 1952, Făgăraș, Brașov, România) a fost un general român de jandarmerie care a luptat în cel de-al Doilea Război Mondial.
A absolvit Școala Militară de Ofițeri de infanterie în 1911. A fost înaintat la gradul de colonel la 10 mai 1934 și la gradul de general de brigadă la 10 mai 1941. Vasile Zorzor a fost arestat în 1948 și condamnat la 5 ani de închisoare, fiind acuzat de conspirație; a decedat în decursul detenției în august 1952 la Penitenciarul Făgăraș.